# Тенетише (община Лития)
Вижте пояснителната страница за други значения на Тенетише.
Тенетише (на словенски: Tenetiše) е село в Словения, регион Средна Словения, община Лития. Според Националната статистическа служба на Република Словения през 2015 г. селото има 181 жители.